# 最上义光
最上义光（日语：／ Mogami Yoshiaki，1546年2月1日—1614年2月26日）日本戰國時代至江戶時代初期大名，最上氏的11代當主、最上氏山形藩第1代藩主。別號羽州之狐、奧羽的驍將、虎將。他是最上义守长子。妹妹义姬（保春院）是伊达辉宗的正室。

## 生平

### 家督繼承之前
天文15年（1546年）1月1日，最上氏第10代家督最上義守與妻子小野少將生下了一名男嬰，此男嬰在生下後隨即被取名為白壽。
永祿3年（1560年），白壽進行了元服禮（一說為永祿元年（1558年）），並與父親義守一同上洛拜見室町幕府第十三代將軍‧足利義輝。將軍足利義輝並賜與白壽自己的偏諱「義」字，從此白壽便改名為源五郎義光。而義光的母親為了祝福父子倆人上洛期間的一路平安與武運昌隆所做的繡有「文殊菩薩騎獅像」七個字的刺繡，也在近年間被發現。同時由於伊達氏已經漸漸從天文之亂的內耗中逐漸恢復了實力，因此父親義守時代的最上家獨立到接下來持續的領國擴張也大約於同時受到了頓挫。
1564年，義光之妹義姬為了最上與伊達兩家的友好而嫁給了伊達家的家督伊達輝宗，並於1567年生下了長男梵天丸（日後的伊達政宗）。這段婚姻也對於日後兩家之間的外交關係有者非常大的影響。

### 天正最上之亂
元龜元年（1570年），最上氏內發生了混亂，由於對於周遭國人眾與分家的態度和伊達輝宗間領土爭奪的小摩擦，父親義守便與義光產生了對立。5月，經宿老氏家定直抱病向義守進諫，兩人換取了短暫的和平；同年8月（另一說為翌年（1571年））義守隱居，義光正式成為最上氏家督，但到了天正2年（1574年）1月，由於義守對於義光對國人眾所採取的強硬態度深感不安，因此隱居後的義守乃致書信給女婿伊達輝宗派出援軍協同出兵，義光與義守再度爆發了對立並轉變成武裝衝突（天正最上之亂）。當時最上家臣與周邊豪族大都支持義守。最上家與周邊豪族大致上在當時可以分成兩個派系：

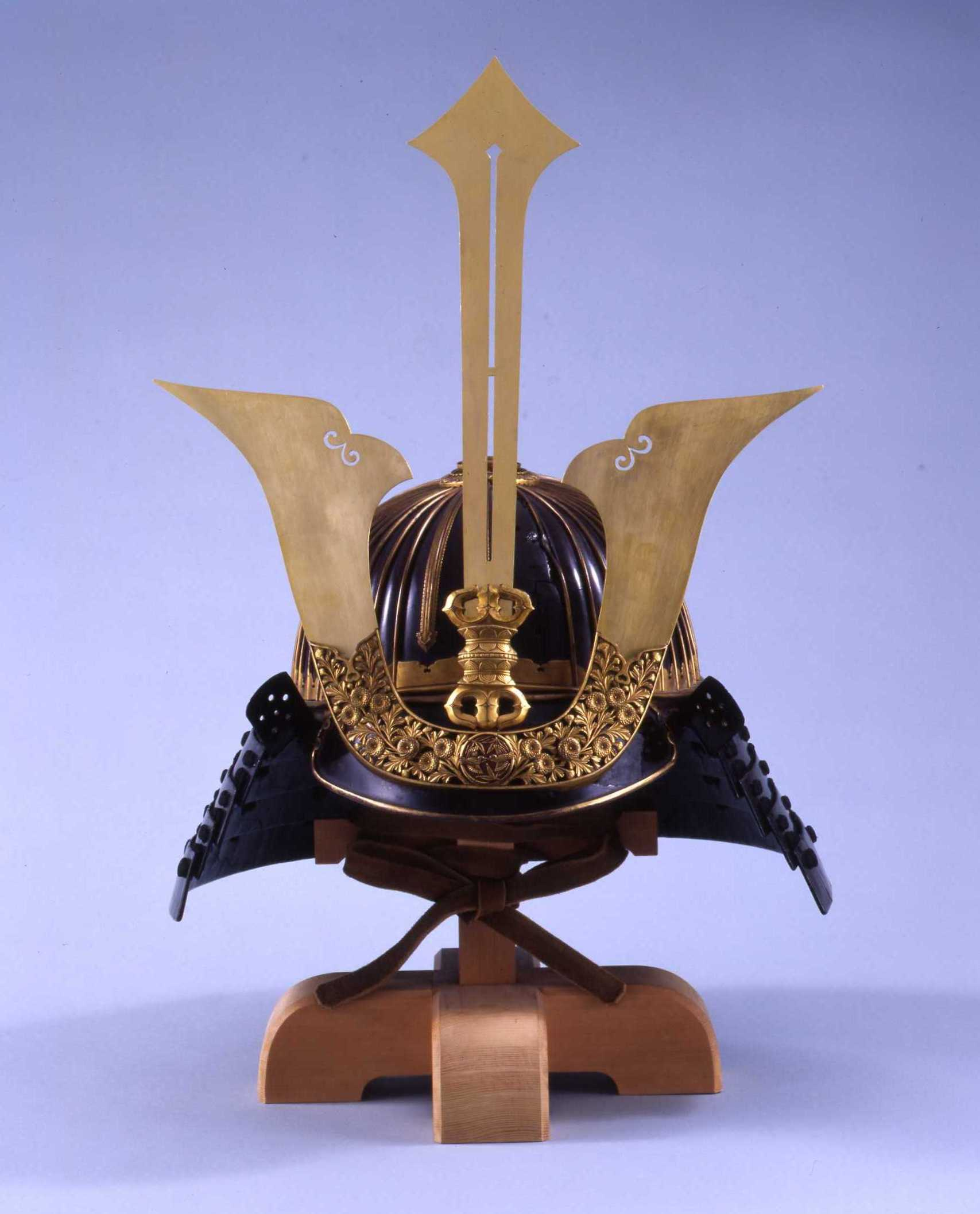
山形縣最上義光所用頭盔《三十八間総覆輪筋兜》

主要參戰武將
- 義光方
  - 義光
  - 楯岡光直
  - 大崎義隆
  - 寒河江堯元（寒河江城城主）
- 義守方
  - 最上義守
  - 伊達輝宗
  - 大宝寺義氏
  - 白鳥長久（谷地城城主）
  - 上山滿兼（上山城城主）
  - 細川直元（小國城城主）
  - 最上八楯
    - 天童賴貞（天童城城主）
    - 延澤滿延（野邊澤城城主）
    - 長瀞守兼
    - 六田氏

### 最上郡地區領國化
在天正最上之亂的家族內亂之後，儘管義光取得最終勝利，但最上家之分家天童賴貞、東根賴景、上山滿兼等依舊對於義光感到不滿因而進行了武力抗爭。谷地城主白鳥長久也於此時向日本京都地區的實力者織田信長派遣使者表示自己是出任羽州探題的最上家的正統繼承者。並獻上巨鷹、良馬給織田信長請求他給予自己出羽守一職。此時的義光面臨的是連最上郡一郡都沒有統一的情形。為此義光整頓了家中的法度，之後更為了恢復羽州探題最上氏的威信而不斷戰鬥。
天正5年（1577年），義光與以天童氏為首的最上八楯進行了短暫的和解，雙方進行了停戰，義光也娶了天童賴貞的女兒（天童御前）為側室。
天正6年（1578年），上山城主上山滿兼在伊達輝宗的支援下，對最上氏的領地發動了侵略作戰。後在義光的頑強抵抗下成功的將上山軍擊退。因為這原因義光便自得意滿了起來，魯莽的向伊達輝宗發起了攻擊，而察覺到兄長有難的義姬便在柏木山之役中趕到了戰場，對最上義光與伊達輝宗兩人進行說服，成功的使得兩者進行了停戰協議。
天正8年（1580年），最上義光以給予其主家舊領的條件成功的誘使了上山滿兼家臣里見義近、民部父子，誅殺了同為滿兼家臣的里見民部之兄長里見內藏介，而義光趁此時機發兵上山城，在與里見父子的裡應外合下，誅殺了城主上山滿兼，成功的奪取上山城。
天正9年（1581年），最上義光對村山郡發動了侵略作戰。首先在萬騎原之役將天童氏的姻親小國城主‧細川直元擊破並佔領了小國城。之後更是於夏天對小野寺重臣鮭延城主鮭延秀綱進行調略使其降伏最上氏。
天正10年（1582年），天童御前與義光生下了義光三子清水義親沒多久後隨即因產後身體失調死去，因此最上、天童兩家的關係也就再度惡化。
天正11年（1583年），尾浦城的大寶寺義氏向清水城攻擊，義光對清水城進行救援。翌年義氏再次攻擊時，義光利用內應的前森藏人，當義氏進軍期間，前森的軍隊向大寶寺義氏突襲，義氏在混亂的期間自盡。
天正12年（1584年），義光利用嫡子最上義康與白鳥長久女兒的婚姻關係向白鳥長久進行了懷柔，之後則是假稱自己病重不已希望長久能夠來到山形城已交代自己死後的後事，藉機暗殺谷地城主白鳥長久，形成了山形城日後有名的血染之櫻花典故。（但此典故也有人懷疑乃小說家之創作）
同年義光也攻擊寒河江氏與最上八楯盟主天童氏，可是遭到最上八楯之一的延澤滿延頑強抵抗，最上軍因而撤退，但儘管如此，義光仍讚嘆滿延之武勇並希望將其收為家臣，義光乃利用自己的女兒松尾姬與滿延的長子延澤光昌的婚姻，使滿延、光昌父子歸順義光，因此失去猛將的天童氏與寒河江氏乃被義光擊潰，寒河江家督寒河江堯元兵敗自殺。同時義光也對東根城主‧東根賴景的家老里見源右衛門進行調略使其成為已方內應，完成了東根城攻略。而剛接替死去的父親天童賴貞繼承天童氏家督之位的天童賴澄則是於同年天童城陷落後投奔伊達家。自此最上八楯宣告完全崩壞。最上義光也完成了壓制最上郡地區全境與該地的領國化。
天正14年（1586年），小野寺義道侵入最上家領地，雙方於有屋隘口間爆發了激戰。在前哨戰中，最上軍敗給了小野寺軍，但在戰役的後半段，靠著義光嫡子‧義康與家臣楯岡滿茂的奮戰成功的進行了反擊並轉敗為勝。

### 庄內進出與本庄繁長和伊達政宗間的鬥爭
天正15年（1587年），大寶寺氏秘密與親族上杉家臣本庄繁長串通並試圖接近上杉景勝，但是此消息遭到義光察覺，趁其後援本庄繁長調往協助攻打叛出上杉家的新發田重家時，立即利用內應前森藏人等庄內地區國人眾的力量向大寶寺攻擊，最終大寶寺義興自盡，不過義興的養子大寶寺義勝成功的逃回親生父親本庄繁長領內。
天正16年（1588年）2月，伊達政宗率兵1萬向義光正室大崎御前的兄長大崎義隆發動進攻，義光率兵5千趕往支援大崎軍並打敗伊達軍（大崎合戰），並策反伊達家重臣鯰貝城主鯰貝宗信，後在義光妹妹義姬突然出現於戰場中懇求最上、伊達兩軍進行停戰後。最上軍與伊達軍便達成了和睦，而義姬也因和睦中的條件以伊達家人質身分回到了山形城。
同時間，大寶寺義勝與其父親本庄繁長，趁者伊達政宗向大崎義隆發動侵攻期間，向庄內地區發起了反攻，並於十五里原之戰大破以庄內地區以國人眾為主的最上軍，奪回了庄內的領地，也趁機向最上氏的領地發動侵略作戰，但隨即在東根城遭到最上軍的奇襲因而撤退。
而日後在庄內裁判權的紛爭中，儘管義光請求之前便有交好的德川家康幫忙說情，但是本庄繁長與大寶寺義勝的外交手腕及上杉家重臣直江兼續與石田三成的關係，使得豐臣秀吉將庄內裁判權的歸屬交給大寶寺義勝，並承認大寶寺氏為上杉氏的與力大名。義光因此在庄內地區的爭奪戰中落敗。

### 豐臣政權下的最上義光
在天正18年（1590年）的小田原征伐中，由於準備父親義守葬禮的關係，義光甚至是比姪子伊達政宗還晚進行出兵，因而幾乎失去了領地，幸好在事前拜託德川家康對秀吉的遊說，以及之後義光與其夫人大崎御前一同來到了宇都宮城參見豐臣秀吉，因而確保了自己24萬石的領地。同時也對於奥州仕置發佈後的仙北一揆派兵進行鎮壓並趁機攻佔小野寺氏的部分領地。
天正19年（1591年），德川家康為了討伐九戶政實而來到山形城時，義光便將次子家親送到家康身邊成為其侍童。也成為諸大名裡第一位將兒子送去德川家康身邊擔當貼身侍童的先驅。而同期間，豐臣秀次也為了討伐九戶政實而來到了山形城，並在此段滯留期間見到義光之女駒姬。秀次對於駒姬的美貌一見鍾情，便數度說服義光將駒姬嫁給自己成為自己的側室之一，起先義光並不同意這婚事，認為應該等到駒姬再年長點時在論及婚嫁。但由於秀次的關白地位，因此義光也沒有強烈拒絕，後來秀次終於說服義光讓駒姬出嫁。同時間，由於豐臣秀賴的出生，義光也派三子清水義親前往大坂擔當秀賴的侍童，希望以此確保最上家的安泰。
天正20年（1592年），由於豐臣秀吉下令出兵攻打朝鮮的關係，義光因而也率領500名士兵前往九州的前線名護屋城坐鎮，也於同一時間展開山形城的擴建工作。
文祿3年（1594年），義光送了一封假的書信給小野寺義道的忠臣八柏道為，成功的讓小野寺義道中了義光的離間計誅殺了八柏道為，之後小野寺氏在與最上氏的作戰中便經常戰敗，在關原之戰（慶長出羽合戰）時也因加入西軍，而在戰後遭到了改易。
文祿4年（1595年），駒姬從山形城出發並抵達了大坂，但豐臣秀次卻因謀叛與眾多不良行為的嫌疑，因而遭到秀吉軟禁，駒姬也因而與秀次眾多妻室一同與秀次被軟禁。同年8月，秀次切腹謝罪後。駒姬與秀次妻室一共31人慘遭連坐，被下令押解到京都三條河畔下令處斬，其位列第11（一說駒姬當時也還未成為實質的秀次側室）。義光想盡辦法挽救駒姬，各方面也都有人建議保住她的性命。最終秀吉也無法無視這些求情，改判她在鎌倉出家，並派快馬去刑場留人。然而在信使距離刑場僅一町的時候，駒姬還是被處決了，最終沒有趕上，享年15歲。噩耗傳來，據傳義光夫婦聽聞噩耗時皆悲嘆不已，義光數日內食不下咽，而大崎御前則是在幾天之後便因不明原因（一說是跟隨女兒自殺）隨著駒姬死去的消息傳來而跟著死去。義光也因此事件與伊達政宗一同受到了牽連被下令進行自省。此段期間義光長子義康‧次子家親也曾為了父親義光的安危而進行祈福。
駒姬事件發生後，義光便開始痛恨豐臣秀吉與豐臣家。因而外交態度上出現了明顯的改變。一改以往對於豐臣氏進行接近的態度，而是一面倒向支持自己的好友德川家康。當慶長年間於京坂地區發生大地震時（慶長伏見地震），各個大名皆是火速趕往秀吉宅邸確認秀吉安危，但義光卻是第一時間趕往家康宅邸確認德川家康的安危，此外當秀吉邀請家康前去茶會的時候，也自願性的擔當家康的貼身護衛確保家康安危。
慶長3年（1598年），在會津若松城城主蒲生秀行的家臣團之間爆發的鬥爭所引發蒲生家改易的蒲生騷動中，越後的上杉景勝為替豐臣家擔當監視奧羽諸大名的監視者與牽制關東德川家康行動因而入主會津。由於義光與上杉景勝長期在庄內地區的鬥爭與爭奪，加上景勝移封會津後依然握有佐渡島與庄內地區，因此兩者之間也因而產生了嚴重矛盾，形成了日後最上氏與上杉氏在慶長出羽合戰中激戰的遠因。
在此期間，義光也娶了清水城主清水義氏的女兒辰姬(清水御前)為繼室，年紀小義光可能約20至30歲左右的清水御前不但是名協助義光文學與內政的賢內助，據傳也是義光面臨妻女相繼死去與政治上失意的人生最低潮時，帶給他人生一道曙光的女子。

### 慶長出羽合戰
在秀吉死後的慶長5年（1600年），由於上杉景勝回到領內進行道路整備、城池修築、收集兵器與招募浪人等備戰行動，因而引來了周遭大名的舉發，後在上杉氏重臣直江兼續寫出直江狀給德川家康後，引發會津征伐。由於義光與上杉早在以前交惡，加上義光和家康之間的深厚交情，最上氏因而被委任為奧羽地區除伊達外的會津征伐軍總大將，義光命其嫡子義康為自己名代後便率領以6千5百名最上軍為主，共1萬1千名的會津征伐奧羽方面軍蓄勢待發。同年7月，石田三成於京坂地區起兵討伐德川家康，會津征伐軍主力於同月的小山評定後班師趕回西方與石田三成等西軍決戰。而義光底下的奧羽諸路軍在聽聞家康回師之後，也各自帶者自己軍隊撤回己領。
9月1日由於義光支持家康的東軍，上杉氏便以直江兼續為總大將，分別從庄內地區、米澤地區率兵2萬5千向最上氏領地發動侵略作戰，義光自知不敵，因而下令大部分的城兵放棄支城，集中兵力固守堅城池長谷堂城、上山城和主城山形城。
當中畑谷城守將江口光清無視於義光的撤退命令，率領300兵於畑谷城頑強抵抗。當時直江兼續也對於江口的器量感到佩服因而表示只要江口願意降伏的話，便會給與極優的待遇。但是光清無視於直江兼續的勸降，率領城兵頑強抵抗，最後與城兵一同和畑谷城玉石俱焚，而上杉軍也因此場攻城戰傷亡近1千人。畑谷城陷落後，上杉軍主力則繼續深入攻擊最上領，9月14日，上杉軍1萬7千名的主力包圍由守將志村光安與僅1千守軍的長谷堂城。而此期間志村光安與勇將鮭延秀綱奮戰以及城內守軍不斷對上杉軍進行鐵砲和弓箭的攻勢下，長谷堂守軍戰功彪炳，使得直江兼續為首的1萬7千名上杉主力軍久攻長谷堂城依舊無法攻下。此期間在最上家臣上山城城主里見民部、湯澤城城主楯岡滿茂的奮戰下也都順利擊退上杉家的側翼軍與仙北的小野寺軍。
同時間義光也派遣了長子義康前往伊達家向伊達政宗請求援軍支援，而此時伊達政宗正是聽聞南部利直打算派軍支援最上義光因而在南部領內煽動一揆已達到自己擴張領土的目的。政宗在聽聞義康前來求援，而自己留在山形城的母親義姬也寫信請求伊達家支援後，便率兵3千支援最上，但其到達最上領後並沒有直接參與戰鬥，一說即為政宗聽從片倉景綱的意見，打算等到長谷堂的最上、上杉兩軍兵疲馬乏時，再收漁翁之利。
9月29日，當關原之戰的戰報傳給兩軍後，最上軍兵民聽到皆大為振奮，而上杉軍總大將直江兼續聽聞此消息後便解除對長谷堂城的包圍，並立即撤退，義光聯同伊達軍一起追擊上杉軍，但上杉軍卻在此場追擊戰中，在勇將前田利益與水原親憲所帶領的鐵砲隊率領下奮勇作戰，最上軍於此追擊戰中竟付出了整場戰役中的最大傷亡，而義光本人也親率軍隊追擊，當時義光身邊的側近軍師堀（筑紫）喜吽齋苦勸義光勿衝動出擊，但這時義光本隊已經遭到上杉軍的鐵砲隊火力攻擊，堀喜吽齋為了保護義光檔身在前，子彈從左肩貫穿到右胸當場斃命，而義光身旁的部隊長志村藤右衛門也為了保護義光而戰死，上杉家的鐵砲隊成功的打中義光的頭盔，而遠在戰場外的義光嫡長子義康見到父親有難，便率兵趕往父親身邊保護。最後上杉軍主力回到上杉領國內，而最上軍則是於戰後向上杉家的庄內地區發動了侵略作戰，並成功迫使上杉家庄內最後一個據點酒田東禪寺城的守將志駄義秀降伏，並從城中撤出。
在關原之戰後，最上氏由原先出羽山形領有的24萬石領地加封至57萬石，當中加封的部分包括上杉氏庄內地區、由利十二黨領地與一部份小野寺義道的領地。

### 晚年
江戶幕府成立以後，義光為了恢復領內的繁榮，因此對於自己的百姓所採取的政策是相當的寬容，也因此相傳在義光時代最上氏的領地都沒有發生過一揆的事蹟。因此義光治下的百姓也常常歌頌到「最上源五郎可是無視稅役的」（最上源五郎は役をばかけぬ）。
之後義光也繼續擴建了山形城的規模，不但使山形城成為日本國內數一數二的平城，同時也進行了城下町整備，同時也為了活絡商人町的發展也對於城下的地子錢與年貢進行了免除。並發送土地與整備羽州街道和設立定期市集，同時點對從上杉氏奪來的日本海貿易商港酒田港做了非常大的建設與投資。也對於庄內地區到山形城的沿路街道進行了改修、擴建。同時義光也對於最上川的水運開鑿下了很大的功夫。使其水運量大增並因此改善了山形藩的財政，同時也對於工匠為主的職人町設為「御免町」免除了各項的勞役，也有部分的工匠受到了家臣般的規格待遇。而當時山形城下町數共約31個左右，人口約19,796人，加上最上家臣團，估計當時山形城的人口約到達了3萬人左右。
在農政面方面，義光也命家臣北楯利長、新關久正等修建北楯大堰與因幡堰等水利設施使得領內的農業用水獲得解決，庄內平原地區的開發也因而大為發展，即使到了今日，日本的庄內地區的農業仍然受到這些水利設施非常大的幫助。
而義光也將庄內地區的大寶寺城進行了改築，並更名為鶴岡城，並有意晚年在此鶴岡城進行隱居。但原本義光與嫡子義康良好的關係，且義光在長谷堂城一戰之後有眼疾時，委託義康代為當主，然而兩人的關係在不久之後因數些原因而生變，包括里見民部一派的挑撥離間，這時候最上家中也有些人有了將與幕府親近的次子家親設為繼承人的想法。之後在這一系列的衝突中，義光曾經去找過德川家康詢問自己該如何解決最上氏內的紛擾，而家康則是提醒義光若「義康不除的話，整個最上家的安危都會面臨變數。」另一版本則是家康下令處決最上義康。
慶長8年（1603年，一說為1611年)義光暗殺長男義康，原因不明，這卻是導致最上氏在義光死後家中混亂最後被幕府改易的遠因。（但這件事情近年來也興起了一些新的說法，也就是義康暗殺之事也有可能非義光指使，而是由家臣戶井半左衛門自己獨斷暗殺了義康。原因在於當義康遭到暗殺之後，義光聽聞消息據傳悲痛不已，甚至痛哭失聲，而義光為了準備義康的後事跟早年死去的愛女駒姬的後事也都耗盡了心力。）
而最上義光在提到家臣戶井半左衛門時也有提到「成敗」(處罰)二字。因此義康暗殺是否為義光指使，至今仍舊是個無法確定的定案，而暗殺者在行動時對義康宣稱「上意」；另一方面，作為挑撥者里見民部自覺不妙而帶著一族出奔。
慶長16年（1611年）3月。義光就任了從四位下左近衛少將與出羽守的官職。
慶長18年（1613年），他來到駿河城慶祝駿河城擴建完成時開始病發。慶長19年（1614年），當他由駿河城回歸山形城後在山形城病死，家督由次子家親繼承。墓所在山形市善光寺。

## 人物、逸話
- 義光本人常常說到『大將與士卒就有如一把摺扇，連結所有扇骨的樞紐(扇要)為大將，(扇)骨為物頭，總軍勢就如(扇)紙。因為無論欠缺哪一項都會變的不能用，所以士卒就有如我的孩子一般』（大将と士卒は扇のようなものであり、要は大将、骨は物頭、総勢は紙だ。どれが欠けていても用は為さないのだから、士卒とは我が子のようなものだ）。從中或許可以看出他對於家臣團與士兵的看重，而義光的家臣團與後來投奔的降將裡，也極少人有傳出從主家出奔到他家的事蹟。

- 義光據傳也是個武勇非常優秀的人物，據傳義光5、6歲時外表就已經看起來像12、13歲，16歲的時候已經可以抬的動7、8個人才能夠抬起的巨石（目前山形縣藏王地區還留有一顆相傳是義光抬過的巨石）。16歲時，義光與父親義守兩人帶著少數隨從一起去高湯溫泉（現在的藏王溫泉）泡溫泉，而在進行狩獵與晚上宴會過後，父親義守與隨從大都喝個爛醉時。但半夜旅館卻遭到了一群數十人強盜的入侵，義光率先迎擊就將其中兩名盜賊打成重傷，而其他盜賊也在這波強烈反抗後撤退，父親義守聽到義光之武勇後便大為稱讚義光並將最上家家傳寶刀「名刀・笹切」贈給義光，義光也因拿到寶刀之後而感動不已。此外目前最上氏後代與最上義光歷史館也保留下相傳是最上義光用在作戰與殺敵的鐵制指揮棒，據傳這鐵製指揮棒的重量高達1.8公斤。是一般武士刀的兩倍重，可見義光應該也是一名相當有腕力的勇將。

- 義光曾經於寒河江氏攻略時不聽身旁側近家臣苦勸而單騎突擊，等到義光帶者兩名敵兵的首級回到已方陣營後，最上氏重臣氏家尾張守守棟隨即含淚大聲罵義光道「恕在下泣訴直言，殿下，那般不起眼的首級，請問是打算拿誰看呢?請殿下身為大將的話，就要抑制輕率的舉動阿!」義光聽聞守棟的勸諫後，也隨即將兩個首級丟棄一旁。

- 義光也擅長使用調略敵人的方式來攻破敵人，如離間、內應等戰術都是他常用的技倆。同時他的度量之大與對於家臣領民之間的愛護也廣為眾人所知，此外他對於降將也大都進行善待。當敵對勢力寒河江氏被自己攻破，而降伏的寒河江舊臣希望可以復興主家時，義光也同意了他們的行動。

- 義光時代並沒有留下任何肖像畫，近代所流行的戴者公家烏帽子姿的義光肖像畫，據推判應該是日本近世時代以後所開始流傳的。

- 義光特別喜歡一些豪傑般的人物，相傳由利一族的大井五郎是個充滿怪力並胡作非為的人物。義光應當地的人委託除掉大井五郎，因此義光便招待大井五郎來到山形城，義光對於在五六人面前依然能夠很有男子氣概吃飯的五郎感到中意，因而放棄了暗殺計畫並稱讚大井五郎後便讓他回去。

- 給予普遍大眾冷酷印象的義光，據傳對於家族之間的感情特別深刻，特別是相傳義光對於自己的妻子、女兒、妹妹等的情感都非常看重，也常常最拿她們沒辦法。

- 鮭延秀綱的家臣‧鳥海勘兵衛對義光正室旁的侍女花輪相傳感到一見鍾情，因此私下寫了一封情書給花輪，但沒多久後情書的事情隨即被發現。義光隨即判定兩個人為死罪，但是在鮭延秀綱的勸諫下，義光收回了對兩人處以死罪的命令，並將花輪賜婚給鳥海勘兵衛。勘兵衛為此感激不已。慶長出羽合戰時勘兵衛與鮭延秀綱一同出征不幸戰死，而花輪聽聞丈夫死去後也隨即自殺。義光在看到勘兵衛的遺書之後，也對於自己當初想要處罰兩人而感到可恥並痛哭流涕，日後則是慎重的弔唁了鳥海勘兵衛夫妻。

- 義光對於古典文學如伊勢物語等造詣極深，並也因此要求家臣文武兩道與鼓勵家臣從事文學活動，同時他也大量收集各種繪畫、美術品、陶器，並邀請許多京坂地區的文化人來到山形城。而義光本身在連歌的造詣上也極深，不但與當代有名的文化人細川幽齋、里村紹巴等一同對過連歌，也替連歌相關的書籍做了注釋，因而在連歌上的成就得到了後人高度的評價。

- 義光也遵循者最上氏歷代以來的傳統，對於宗教勢力都非常的尊重，甚至到了義光時代還廣建寺社與給予寺社等勢力許多實質上的協助。

- 而義光對於政治也有一定的認識，他在早年撤下了最上川的關卡，整頓附近的河川，起用北楯利長進行北楯大堰的工程，引入河水解除了庄內平野灌溉用水不足的問題，使庄內平野的石高增加了十倍，晚年擴充山形城，在史實的記錄當中，沒有發生一揆，可見農民對義光相當滿意。此外義光也整備街道與減免年貢與稅金，活絡商業與貿易發展。對於城下町的建設以及職人(工匠)的聘請與保護也十分積極。

- 義光本人不太常進行追擊戰，如天童氏滅亡時便沒有追擊逃亡到奧州的天童賴澄，若以他對家臣與百姓的愛護來看待的話，或許是因他內心抱持者盡量以最小傷亡的手段來達成戰爭目的，而這也許因而或多影響到了義光常用離間、內應、暗殺等計略手段，卻對於降將總是進行寬待的事實。

- 相傳義光特別喜歡吃鮭魚料理，而義光本人也留下不少與鮭魚相關的逸話。

- 義光對於家臣團是非常的寬厚與善待，當最上氏關原成為57萬石大大名後。義光也對於他的功臣們進行封賞，當時最上氏擁有1萬石以上知行的家臣約高達十多位，遠超過眾多大名擁有一萬石以上知行的家臣數量。而義光的五十七萬石中大部分也都是家臣團或一門眾的知行，家臣團知行合計就可能約六十六萬石。當中義光家中第一高知行的楯岡満茂，其4萬5千石的知行甚至超過了鄰近獨立的小大名如越後的村上藩等。

- 義光是個非常熱愛家鄉的大名，當義光於文祿、慶長之役豐臣秀吉帶領日本軍隊侵略朝鮮時，他也帶領了五百名士兵前往九州的名護屋城坐鎮待命。而在此期間，義光曾經寫過一封書信給留守在羽州的家臣伊良子信濃守，該書信中的其中一段義光就寫到「若有幸生存下來的話，一定要再重新踏上故鄉最上的土地，飲一口故鄉甘甜的泉露。」(命のうちに今一度、ふるさと最上の土を踏み申したく候、水を一杯飲みたく候。)從這段文字中即可看出義光對於故鄉最上之土地的熱愛與情感。

### 評價
關於義光的評價，一般大多數的軍記物語提及到他時，大都把他以英雄視之。
- 「義光公兼智仁勇三德，其名譽高絕於世，近鄰莫有不從。」（義光公は智仁勇の三徳を兼ね、その誉れ世に高し。近隣従ひつかずといふことなし）（『最上義光物語』）

- 「凡出羽十二郡之內，秋田城介所領以外，眾人皆賴於其人之一念之間，且因義光超越其智勇之祖故也。」（およそ出羽十二郡の内、秋田城介の所領よりほかは、みな此の人の進退に任せけるは、且つ義光智勇の祖より超越したる故なり）（『會津四家合考』）

- 「武勇優於眾人，其慈悲深厚，深恤諸士，猶如父母憐愛其子也。」（武勇は人にすぐれ、就中慈悲深くして諸士を深く労はり、たとえば親の子をあはれむ様にこそなし給へ）（『會津四家合考』）

- 「其性寬柔而不行無道，且勇而不邪。實謂君君則臣臣也。」（其ノ性寛柔ニシテ無道ニ報ヒズ、然モ勇ニシテ邪ナラズ。誠ニ君々タレバ、臣々タリトカヤ）（『奧羽永慶軍記』）

同時，義光還有「羽州之狐」、「奧羽的驍將」、「虎將」（典故取自義光官位‧近衛少將的中國官名虎賁郎將等稱號。）
但是義光死後不久，最上氏也跟著被改易，因而有關於最上氏的史料也極度缺乏，為了研究最上義光而常使用的伊達家史料也多是記載義光利用調略方式攻破敵國之事，加上史料考證上的難度與不足，也因此常常出現誇張的奸險事蹟。但事實上在明治時代以前，山形縣的縣民們都仍然視義光為當地的大英雄，也有定期舉辦最上義光祭來紀念義光。
但由於史料的欠缺與認識的不足，加上各種義光陰險的事蹟不斷留傳，如大正時代的山形人就因為暗殺白鳥長久的「血染之櫻花」的典故（此典故可能為創作，義光應確實有暗殺白鳥長久，但手法是否如同此典故一樣，則有待商榷）而將義光視為大奸雄，並將舉辦許久的最上義光祭強制改名為山形花笠祭。而現代日本的小說與時代劇裡義光也時常以奸險的角色登場，更是加深了大眾對於義光奸險的印象。
- 關於義光的身高經過甲胄(盔甲)推斷180-190之間

## 家族
父
- 最上義守

兄弟姐妹
- 中野義時
- 長瀞義保
- 楯岡光直
- 義姬

妻室
- 大崎氏(大崎義隆之妹)
- 天童氏(天童賴貞之女)
- 清水氏(清水義氏之女)

子女
- 最上義康（母：大崎氏）
- 最上家親（母：大崎氏）山形藩二代藩主
- 清水義親（母：天童氏）清水義氏養子
- 山野邊義忠（母：深堀氏？）山野邊城主
- 上野山義直（母：清水氏）上山城主
- 大山光隆（母：清水氏）
- 松尾姬(延澤光昌室)（母：大崎氏）
- 駒姬(豐臣秀次側室)（母:大崎氏）
- 竹姬(氏家光氏室)（母：大崎氏）
- 禧久姬(里見親宜室)（母：清水氏）

姪
- 松根光広（父：長瀞義保）

甥
- 伊達政宗(父：伊達輝宗)

孫
- 最上義俊（父：最上家親）
- 清水義繼（父：清水義親）
- 山野辺義堅（父：山野辺義忠）

## 最上氏家臣團

### 主要家臣
- 氏家定直、氏家守棟、成澤道忠、氏家光氏、延澤滿延、楯岡滿茂、下秀久
- 江口光清、志村光安、鮭延秀綱、北楯利長、延澤光昌、寒河江良光
- 谷柏直家、清水義氏、瀧澤政道、小國光基、新關久正、池田盛周
- 中山朝正、里見民部、里見越後、東根景佐、坂光秀、日野定重

### 江戶初期主要城池的城將配置
義光在其領內各地都配置了具有一定實力的城主，「最上家傳覺書」記載，最上家一萬石以上知行的家臣有16人、千石以上知行的有63人、百石以上知行的有850人，家臣知行的合計共約66萬石，但是最上家短期內極速的擴大，卻沒有實行一個強而有力的中央集權，雖可看作是其對家臣之看重與優待，但也是導致義光死後內部紛爭而最上氏慘遭改易的遠因
一門眾
- 清水城主 清水義親     27000
- 大山城主 大山光隆     27000石
- 上山城主 上野山義直   21000石
- 山野邊城主 山野邊義忠 19300石
- 楯岡城主 楯岡光直     16000石
- 白岩城主 松根光廣     12000石

家臣團
- 由利城主 楯岡滿茂 45,000石
- 亀ヶ崎城主 志村光安 30,000石
- 寒河江城主 寒河江良光 27,000石
- 野邊澤城主 延澤光昌 20,000石
- 天童城主 氏家光氏 17,000石
- 長崎城主 里見民部 17,000石
- 長谷堂城主 坂光秀 13,000石
- 東根城主 東根景佐 12,000石
- 真室川城主 鮭延秀綱 11,500石
- 滝澤城主 滝澤政道 10,000石
- 小國城主 小國光基 8,000石
- 長崎城主 中山朝正 7,000石
- 鶴岡城代 新関久正 6,500石
- 高櫤城主 斎藤光則 5,500石
- 成澤城主 成澤道忠 5,000石
- 八柏城主 谷柏直家 4,000石
- 湯澤城主 小國攝津守 4,000石
- 新庄城番 日野定重 3,000石

## 附記

### 中野義時虛構與否
長年以來，一般看法對於此次天正最上之亂與義光起兵對抗的是其兄弟中野義時，而這時候其父義守所扮演的角色即是溺愛次子義時而有意將家督之位傳給義時而非嫡長子義光。因而造成了日後最上家的混亂。日後更是在中野義時的帶領下，最上家半數家臣與周邊豪族開始與義光分庭抗禮。直到1574年義光向義時的中野城攻擊，義時兵敗戰死，義時之子備中丸逃向了仙台地區而告終。
但近年來在學者的考證下，以及新的史料出現的關係。因此中野義時的存在漸受存疑。
其中原因在於中野義時在比對上最上家譜時。往往會出現無法吻合的情形。且各種一級史料也並未記載到中野義時其人。江戶時代早期的軍紀物語『奧羽永慶軍記』等14部軍紀物語也是從未記載過中野義時其人。而中野義時第一次出現在史料是在18世紀末所編撰的『稽補出羽国風土略記』。同時鄰國上杉家與伊達家的文書與治家記錄對於中野義時也是支字未提。因此長谷勘三郎乃提出中野義時虛構說。
懷疑中野義時的存在與否，而將與義光分庭抗禮的另外一個領導者假設為義光父親義守。

## 相關部分史料
傳記、軍記物語
- 片桐繁雄訳編『最上記 現代語 訳　付 原文』（最上義光歴史館、平成21年3月（2009年））

最上氏或最上義光相關題材的研究書籍
- 片桐繁雄『北天の巨星・最上義光』(最上義光歴史館、平成20年12月(2008年)第三版)
- 七宮けい三『陸奥・出羽　斯波・最上一族』(新人物往来社、2005年1月30日)

## 登場作品
小說
- 转生竹中半兵卫！和一起转生的不知名武将一起在战国乱世活下去（双叶社、青山有著）

## 外部連結
- 最上義光歴史館-トップページ （页面存档备份，存于）